# Vladimir Palladin
Vladimir Ivanovitj Palladin (ryska: Владимир Иванович Палладин), född 23 juli (gamla stilen: 11 juli) 1859 i Moskva, död 3 februari 1922 i Petrograd, var en rysk botaniker.
Palladin blev docent i botanik vid lantbruks- och skogsinstitutet i Novaja Aleksandrija 1876, professor i växtanatomi och -fysiologi i Charkiv 1879, i Warszawa 1900 och i Sankt Petersburg 1901. Han var en produktiv och originell forskare inom växtfysiologins kemiska områden och studerade huvudsakligen andningen och därmed besläktad ämnesomsättning. Utöver nedanstående skrifter författade han ett flertal större läroböcker på ryska, tyska och franska i bland annat växtfysiologi, växtanatomi och växtmorfologi. Han blev medicine hedersdoktor vid Linnéjubileet i Uppsala 1907.